# Rasputin (Corto Maltese)
(da la Casa Dorata di Samarcanda)
Rasputin, noto anche come il Capitano Rasputin, è un personaggio immaginario dei fumetti creato da Hugo Pratt nel 1967, oltre che il primo personaggio rilevante apparso in tutta la saga, esordendo in Una ballata del mare salato prima dello stesso Corto Maltese, del quale sarà poi compagno in numerose avventure. Rasputin è ricalcato fisicamente sulle fattezze dello storico e mistico stregone russo dei Romanov, pur non avendo nulla veramente a che fare con il suddetto. Il personaggio è il secondo protagonista e antieroe della serie a fumetti, e l'eterno rivale di Corto Maltese (o a volte suo complice/alleato).

## Biografia del personaggio
La storia di Rasputin non si sa molto della sua vita, del quale non viene mai citato il nome per intero. Figlio di quello che era probabilmente un sarto da donna (sebbene Rasputin sostenga che fosse un principe russo) e di una ballerina di San Pietroburgo, che morì partorendolo dopo essere stata esiliata in Siberia orientale per meretricio, Rasputin viene cresciuto da una ragazza di Nikolaevsk, che definirà "il suo grande amore". Altre notizie della sua vita non ci giungono, finché non viene costretto ad arruolarsi nell'esercito russo per combattere i giapponesi. Al termine della guerra Rasputin si ammutina, eliminando un suo ufficiale e diversi giapponesi che gli impediscono la fuga. Nel suo tentativo di fuga rischia diverse volte di essere condannato a morte, ma riesce comunque a salvarsi conoscendo Jack London (al quale successivamente salverà la vita): questi lo indirizza a Corto Maltese, che gli potrà dare un passaggio su una nave diretta in Africa per farlo fuggire dall'Asia. L'imbarcazione su cui si trovano i due, però, subisce un ammutinamento in Indonesia e viene dirottata verso l'America del Sud, più precisamente in Cile e in Argentina. In Patagonia, Rasputin e Corto Maltese fanno la conoscenza del fuorilegge Butch Cassidy, che Corto Maltese ritroverà in "Tango - Y todo a media luz".
Il successivo incontro tra Corto Maltese e Rasputin avverrà solo anni dopo, nel 1913, quando entrambi entreranno a fare parte della flotta di un misterioso uomo incappucciato conosciuto come il "Monaco", il tirannico re dell'isola di "Escondida", dedita alla pirateria e al contrabbando. Il 1º novembre di quell'anno Rasputin soccorrerà Corto, il cui equipaggio si era ammutinato e lo aveva abbandonato in mare aperto, legandolo a una zattera. Il Monaco si schierò poi dalla parte dei tedeschi durante la prima guerra mondiale. Dopo la disfatta del Monaco, Rasputin fugge in America Meridionale e lì incontrerà nuovamente Corto Maltese, insieme al quale darà il via a una breve caccia al tesoro, con l'aiuto di Ambiguità di Poncy. In seguito vivrà assieme al marinaio britannico l'avventura che parte da Hong Kong per continuare in Manciuria e Siberia (Corte Sconta detta Arcana); in questo episodio si vede come tra i due, nonostante permanga una forte rivalità, ci sia anche un sincero sentimento di amicizia. Nel 1920, dopo essere stato ospite di Corto ad Hong Kong, Rasputin parte per l'India portando con sé un Gauguin appartenente all'amico marinaio. Nel 1921 Rasputin viene deportato nel crudele carcere nominato la "Casa dorata di Samarcanda", accusato di aver preso parte a un movimento rivoluzionario, sebbene Rasputin affermi più volte per difendersi da queste accusa "un buon furto sì, ma la politica mai". Corto comincerà un lungo viaggio per andarlo a salvare, per andare poi assieme alla ricerca del tesoro perduto di Ciro, l'antico re persiano, poi trafugato da Alessandro Magno. Rasputin parteciperà anche all'ultima avventura scritta da Pratt, alla ricerca dell'antico continente perduto di Mu, nel 1925.
Ricercato dalla polizia di tutto il mondo, Rasputin rappresenta quasi una controparte negativa di Corto Maltese, impulsiva e violenta, ma dotato di una certa scaltrezza, un personalissimo concetto di onore e una capacità di sopravvivere alle situazioni più critiche pari a quella dello stesso Corto (che lo definisce "indistruttibile"). Avventuriero, pirata, "gentiluomo di fortuna" e mercante d'armi cinico, spietato e opportunista, Rasputin è un abile lanciatore di coltelli e un ottimo tiratore. Il suo rapporto con Corto rimane assai complesso: al principio della saga (in Una ballata del mare salato) tra lui e Corto esiste una forte avversione, tanto che tra le prime pagine della storia, Corto afferma "amico? È una parola importante... non siamo propriamente amici il capitano Rasputin e io, ma abbiamo delle cose in comune...". Corto Maltese sarà uno dei pochi in grado di tenere testa a Rasputin, in qualsiasi situazione; tuttavia più avanti nella serie, Rasputin si affezionerà (a modo suo) al Maltese, e anche il marinaio a lui, sebbene non sopporti certi aspetti del suo carattere (per esempio il ricorso alla violenza in ogni situazione). Il rapporto tra i due culminerà in una certa stima reciproca, rimanendo tuttavia rivali per eccellenza. Uno dei leitmotive della relazione di amore-odio tra i due consiste nella ricorrente (e talvolta tutt'altro che scherzosa) minaccia di Rasputin di uccidere Corto, alla quale questi risponde con ironica indifferenza.

## Parodia Disney
Il personaggio viene parodiato in Topo Maltese - Una ballata del topo salato (storia a fumetti pubblicata sulla rivista Topolino nel 2017): Pietro Gambadilegno nei panni di Gambadirasputin, chiaro riferimento a Rasputin, in occasione dei 50 anni dalla pubblicazione del primo episodio di Corto Maltese. La storia, in due parti, è scritta da Bruno Enna e disegnata da Giorgio Cavazzano.

## Altri media
- Corto Maltese (2002): serie animata, coproduzione italo-francese di 22 episodi da 22 minuti.
- Corto Maltese - Corte Sconta detta Arcana (Corto Maltese - La cour secrète des Arcanes), diretto da Pascal Morelli, lungometraggio d'animazione del 2002. Il film, una coproduzione franco-italiana-lussemburghese, dura 92 minuti ed è stato realizzato insieme alla serie animata televisiva dallo stesso staff creativo. Vi hanno lavorato 400 persone, che hanno prodotto più di 500 000 disegni, e ha richiesto 5 anni di lavoro.